# 妖怪道中記
『妖怪道中記』（ようかいどうちゅうき）は、1987年4月に稼働したナムコのアーケード用横スクロールアクションゲーム。
後にゲームシステムが変更されてPCエンジンやファミリーコンピュータなどの他機種でも発売された（#移植版）。

## システム
主人公の少年たろすけの地獄を巡る冒険が描かれる作品。画面の半分を占めるメーター類や、地獄巡りという独特の設定がもたらす絵巻風のグラフィック、ナムコらしい可愛らしいキャラクター、豊富なお色気シーン、前年発表した『イシターの復活』（1987年）と同様にスコアを排除したシステムが特徴。
たろすけを操作して横スクロールと縦スクロールで構成されたフィールドを、妖怪を倒して進んでいく。各ステージには関所となるポイントが設けられており、ここをクリアすることで次のステージに進む。
唯一の攻撃手段である妖怪念力は、立った状態で下を押し続けることで気合いを溜めて「気合い弾」を撃てるが、溜めすぎるとたろすけが息切れを起こし、しばらくの間、操作不能になる。お祈り場で修行すると気合い弾の威力上昇や貫通効果が得られる。
最終ステージで満たした条件次第でエンディングが分岐するマルチエンディングを採用している。

## 画面表示
POWER
たろすけの現在の体力。0になるとゲームオーバー。
MONEY
現在の所持金。

## ストーリー
いつも村の人に悪さばかりしている少年たろすけは、神様に罰として、眠っている内に地獄の入り口まで運ばれ、閻魔様の裁きを受けるべく生きながらにして地獄巡りをすることになってしまった。運命を切り開くべく、神様から授かった「妖怪念力」を武器に、たろすけは妖怪ひしめく地獄世界を突き進むのだった。

## ステージ構成
STAGE1 地獄入口
基本操作に慣れるためのステージであり、難易度も抑え目。ボスは赤鬼。
途中にいる賭場ガマを倒すと、サイコロ道場に行くことができ、丁半博打に挑戦できる。
STAGE2 苦行の道
このステージよりよろず屋が登場し、貯めた金で回復や攻撃用のアイテムなどを購入できる。
ゲームクリアを目指すなら、このステージにいる神子に会うのはほぼ必須である。

STAGE3 幽海
地上面と海中面から成るステージ。ボスはいないがステージの最後には亀をつかまえた悪ガキトリオがおり、所持金30000払って亀を救出しなければならない。
亀を助けると竜宮城に案内され、中には乙姫が待っていて舞いを見せてくれる。アーケード版では人魚たち舞いを披露する。昔話の『浦島太郎』のように玉手箱を貰うことができ、開けるかどうかの選択ができる。運がよければ金を手に入れられるが運が悪いと老人となる。
老人となった場合、3秒毎に体力を減らされ移動速度が大幅に落ちる。よろず屋で購入できる専用の回復アイテムがあれば回復できる。
STAGE4 裁きの谷
針山や溶岩の海などダメージを受けるトラップが多く、難易度の高いステージ。
道中に現れる妖火霊・妖岩霊・妖木霊を倒し、その魂を三途ババアに見せて通過することでステージクリアとなる。
STAGE5 輪回界
最終ステージ。ステージ難度は前面である裁きの谷より低いが、より良いエンディングに辿り着こうとするなら、敵を倒さず（不殺生戒）、途中の金も取らないように（不偸盗戒）しながら進まねばならない。このステージでの成果によりエンディングが変化する。
エンディングは六道（ただし修羅道を省いた「五趣」）をモチーフとしたものになっており、ランクの高い順に「天界（ベストエンド）」「人間界」「畜生界」「餓鬼界」「地獄界」となっている。

## キャラクター
たろすけ
主人公。半袖シャツと短パンに裸足で靴を履いているという典型的なワンパク坊主。丸眼鏡をかけたハゲ頭の父と、自分にそっくりな顔つきの母を両親に持つ。
いたずら好きの性格（しかもかなりのスケベ）が災いして、眠っている間に神様の手により生きながらに地獄につれてこられてしまった。
妖怪だらけの道中を切り抜ける手段として、妖怪念力を撃ち出す能力を神様から授かっている。
もんもたろー
白装束を纏った、たろすけのご先祖様の霊。たろすけのピンチになると、彼の口の中からエクトプラズムのように現れる。
ステージボスである鬼との対決で自動的に出現し、たろすけの代わりに操作して戦うことになる。
神子（みこ）
苦行の道にある神の池に現れる女神。回復アイテムのハートをくれる。
三途ババア
三途の川で待ち受けている老婆。ステージ4で入手した三つの玉を見せないと、第5ステージへ行くことができない。
閻魔大王
第4ステージの「裁きの谷」の三途の川の先で待ち受けている。
釈迦如来
輪廻界で最後の審判を下す。

## 移植版
発売元の一部社名は略称で表記している。
| No. | タイトル               | 発売日         | 対応機種                        | 開発元          | 発売元     | メディア                                      | 型式        | 備考                                            |
| --- | ---------------------- | -------------- | ------------------------------- | --------------- | ---------- | --------------------------------------------- | ----------- | ----------------------------------------------- |
| 1   | 妖怪道中記             | 1988年2月5日   | PCエンジン                      | ナムコ          | ナムコ     | 2メガビットHuCARD                             | NC62001     |                                                 |
| 2   | 妖怪道中記             | 1988年6月24日  | ファミリーコンピュータ          | ナムコ          | ナムコ     | 2メガビットロムカセット                       | NAM-YD-4900 |                                                 |
| 3   | 妖怪道中記 前編        | 2003年12月17日 | iアプリ                         | ウインドリーム  | ナムコ     | ダウンロード （アプリキャロットナムコ）       | -           |                                                 |
| 4   | 妖怪道中記 中編        | 2004年2月2日   | ボーダフォンライブ! （Vアプリ） | ウインドリーム  | ナムコ     | ダウンロード （アプリキャロットナムコ）       | -           |                                                 |
| 5   | 妖怪道中記 後編        | 2004年3月2日   | ボーダフォンライブ! （Vアプリ） | ウインドリーム  | ナムコ     | ダウンロード （アプリキャロットナムコ）       | -           |                                                 |
| 6   | 妖怪道中記             | 2006年6月22日  | BREW対応端末 （EZアプリ）       | ウインドリーム  | バンナム   | ダウンロード （ナムコEZゲームス）             | -           |                                                 |
| 7   | 妖怪道中記             | 2007年2月20日  | Wii                             | ナムコ          | バンナム   | ダウンロード （バーチャルコンソール）         | -           | PCエンジン版の移植。2019年1月31日配信・販売終了 |
| 8   | 妖怪道中記WIDE版       | 2009年1月19日  | iアプリ                         | バンナム        | バンナム   | ダウンロード （ナムコ・ゲームス）             | -           |                                                 |
| 9   | 妖怪道中記             | 2009年4月28日  | Wii                             | ナムコ          | バンナム   | ダウンロード (バーチャルコンソールアーケード) | -           | アーケード版の移植。2019年1月31日配信・販売終了 |
| 10  | 妖怪道中記             | 2015年2月25日  | Wii U                           | ナムコ          | バンナム   | ダウンロード (バーチャルコンソール)           | -           | ファミリーコンピュータ版の移植                  |
| 11  | ナムコットコレクション | 2020年6月18日  | Nintendo Switch                 | B.B.スタジオ M2 | バンナム   | Switch専用ゲームカード ダウンロード           | -           | ファミリーコンピュータ版の移植                  |
| 12  | 妖怪道中記             | 2022年4月28日  | PlayStation 4 Nintendo Switch   | ナムコ          | ハムスター | ダウンロード （アーケードアーカイブス）       | -           | アーケード版の移植 海外版も収録                 |

PCエンジン版
配信開始日：Wiiバーチャルコンソール：2007年2月20日。※サービス終了につきダウンロード不可
ナムコのPCエンジン参入第1作目。グラフィックはAC版に近いが、ステージ全体や登場キャラクターの減少など縮小再構成されている。難易度はAC版よりも低くする方向で調整が行われているが、ステージが短い分お金の獲得量や店の利用機会が少ない上に1度ゲームオーバーになると最初からやり直しになる。エンディングは業務用と同じく5つだが、1枚絵の内容は刷新されキャプションも削除されている。
竜宮城ではアーケード版での人魚の舞に代わり、乙姫のストリップショーをスポットライトの処理の中で見られる。また、釈迦如来のニセモノが登場し、くだらない質問攻めで足止めしてくる。
後年AC版のサウンド担当だった川田宏行がSNS上で発言したコメントによると、PCエンジン版のサウンド製作は川元義徳など4〜5人のチームで分担しながら行ったと振り返っており、竜宮城の曲は自身で新たに製作していたとのこと。
なお、プログラマーの宇田川治久による隠しメッセージとパスワードが仕込まれており、YouTubeチャンネル「4ST」と有志の協力のもと2021年12月17日に解析が進められ、2022年2月に発見。解析の際にコンタクトを取っていた宇田川の確認により、実装されていたことが確証されている。
ファミリーコンピュータ版
「ナムコット ファミリーコンピュータゲームシリーズ」第40弾として発売。FC版だけのオリジナルキャラクターも存在する。
FC版での独自要素として「PIOUS」（パイアス）という数値が設定されている。これは、たろすけの善の心を表しており、イベントやお店で上昇し、コンティニューした時や道中での行い次第で低下する。また最終面では敵を倒したり、金を取ったりしても低下する。ベストエンディングを見るためには規定のポイントを維持した上で条件を満たす必要がある。
STAGE3 幽海ではPCE版と同様に乙姫自ら舞いを披露する。また偽の竜宮城への入り口もあり、大金を払わされた上に乙姫がブスに変身して戦闘シーンになる。
もんもたろーの仕様が変更され、アイテムの御札を消費することでどこでも任意に呼び出すことができる。
神子（みこ）が裁きの谷や輪廻界にも現れ、その際はハートではなくお金をくれる。ただし、輪廻界ではパイアスが一定値以下だと男に変身し、うんちを落としてくる。
エンディングはAC版の5つに加え、天界エンディングの上位エンドにあたる「げえむ界」が追加されており、そちらがベストエンドとなっている。
2015年2月25日よりWii U版バーチャルコンソールにて配信している。
バーチャルコンソールアーケード版
配信開始日：2009年4月28日。※サービス終了につきダウンロード不可
家庭用ハードでは初となる業務用の完全移植版。
アーケードアーカイブス版
海外版も収録。「こだわり設定」でゲームスピードの調整、ゲーム内タイマーの表示の有無、永久パターン防止キャラクターの地獄火の有無の設定が可能。オンラインランキング登録は、ORIGINAL MODEとHI SCORE MODEでは到達ステージおよび到達エンディングで集計され、より良いエンディングに到達すると順位が上になり、さらにHI SCORE MODEでは三種の神器の有無も記録される。CARAVAN MODEでは一部アイテムを所持した状態で4面からスタートし到達地点を競い合い、またエンディングに到達するとかかった時間が計測され、より良いエンディングに到達すると順位が上になる。また、神子など一部のグラフィックが変更されている。

## スタッフ
アーケード版
- キャラクター・デザイン：ナナチャン大石、ローニン木元（木元昌洋）、セムシ小森谷（小森谷勇一郎）、サラバジャ南、ホルスタイン安斎、カータン榊原
- ミュージック・コンポーザー：ヒロくん（川田宏行）
- プログラマー：デビル中村
- ゲーム・デザイン：かずぅ水野（水野一実）

ファミリーコンピュータ版
- プロデューサー：かずぅみずの（水野一実）
- ゲーム・デザイナー：WINDY ふなちゃん（船橋正道）
- キャラクター・デザイナー：SPIRIT はるぼー、PEET こんち
- ミュージック・コンポーザー：じょいふる いで、KIYOSI まえかわ（前川征克）
- PCMコンポーザー：DISTORTION おーほり、がんま いみ
- プログラマー：SILKY しぃさん（篠原伸之）、MIYAN たつや

## 評価
アーケード版
ゲーム誌『ゲーメスト』誌上で行われていた「第1回ゲーメスト大賞」において総合8位を獲得、その他にベストエンディング賞で4位、ベストグラフィック賞で8位、テーブルゲームベストインカムで5位、ベストキャラクター賞では本作の主人公であるたろすけが2位を獲得した。
PCエンジン版
ゲーム誌『ファミコン通信』の「クロスレビュー」では5・7・7・7の合計26点（満40点）、ゲーム誌『PC Engine FAN』の読者投票による「ゲーム通信簿」での評価は以下の通り21.04点（満30点）となっている。また、この得点はPCエンジン全ソフトの中で256位（485本中、1993年時点）となっている。
| 項目 | キャラクタ | 音楽 | 操作性 | 熱中度 | お買得度 | オリジナリティ | 総合  |
| 得点 | 4.07       | 3.70 | 3.24   | 3.33   | 3.38     | 3.32           | 21.04 |
ファミリーコンピュータ版
ゲーム誌『ファミコン通信』の「クロスレビュー」では、7・8・8・7の合計30点（満40点）でシルバー殿堂入りを獲得、ゲーム誌『ファミリーコンピュータMagazine』の読者投票による「ゲーム通信簿」での評価は以下の通り21.41点（満30点）となっている。
| 項目 | キャラクタ | 音楽 | 操作性 | 熱中度 | お買得度 | オリジナリティ | 総合  |
| 得点 | 3.95       | 3.56 | 3.56   | 3.50   | 3.51     | 3.33           | 21.41 |

## 客演作品
NAMCO x CAPCOM
2005年5月26日発売のシミュレーションRPG。
たろすけ（声 - 瀧本富士子）がプレイヤーキャラクターとして、乙姫がNPCとして登場する他、敵キャラクターも多数登場する。
PROJECT X ZONE 2:BRAVE NEW WORLD
2015年11月12日発売のシミュレーションRPG。
たろすけ（声 - 折笠愛）、乙姫（声 - 松下美由紀）がイベントキャラクターとして登場。